# Sparlösa socken
Sparlösa socken i Västergötland ingick i Viste härad och området ingår sedan 1971 i Vara kommun och motsvarar från 2016 Sparlösa distrikt.
Socknens areal är 30,26 kvadratkilometer varav 30,22 land. År 2000 fanns här 390 invånare.  Kyrbyn Sparlösa med sockenkyrkan Sparlösa kyrka, även kallad Salem, ligger i socknen.

## Administrativ historik
Socknen har medeltida ursprung. 
Vid kommunreformen 1862 övergick socknens ansvar för de kyrkliga frågorna till Sparlösa församling och för de borgerliga frågorna bildades Sparlösa landskommun. Landskommunen uppgick 1952 i Levene landskommun som 1967 uppgick i Vara köping som 1971 ombildades till Vara kommun. Församlingen uppgick 2002 i Levene församling.
1 januari 2016 inrättades distriktet Sparlösa, med samma omfattning som församlingen hade 1999/2000.  
Socknen har tillhört län, fögderier, tingslag och domsagor enligt vad som beskrivs i artikeln Viste härad. De indelta soldaterna tillhörde Västgöta-Dals regemente, Livkompaniet och Västgöta regemente, Barne kompani.

## Geografi
Sparlösa socken ligger nordväst om Vara socken. Socknen är en uppodlad slättbygd på Varaslätten med skogsbygd i öster vid kanten av Kedumsbergen.
Riksväg 47 passerar socknen i söder.
Socknen avgränsas i söder av Hyringa socken i Grästorps kommun. I väster ligger Flakebergs socken och Håle socken i Grästorps kommun.

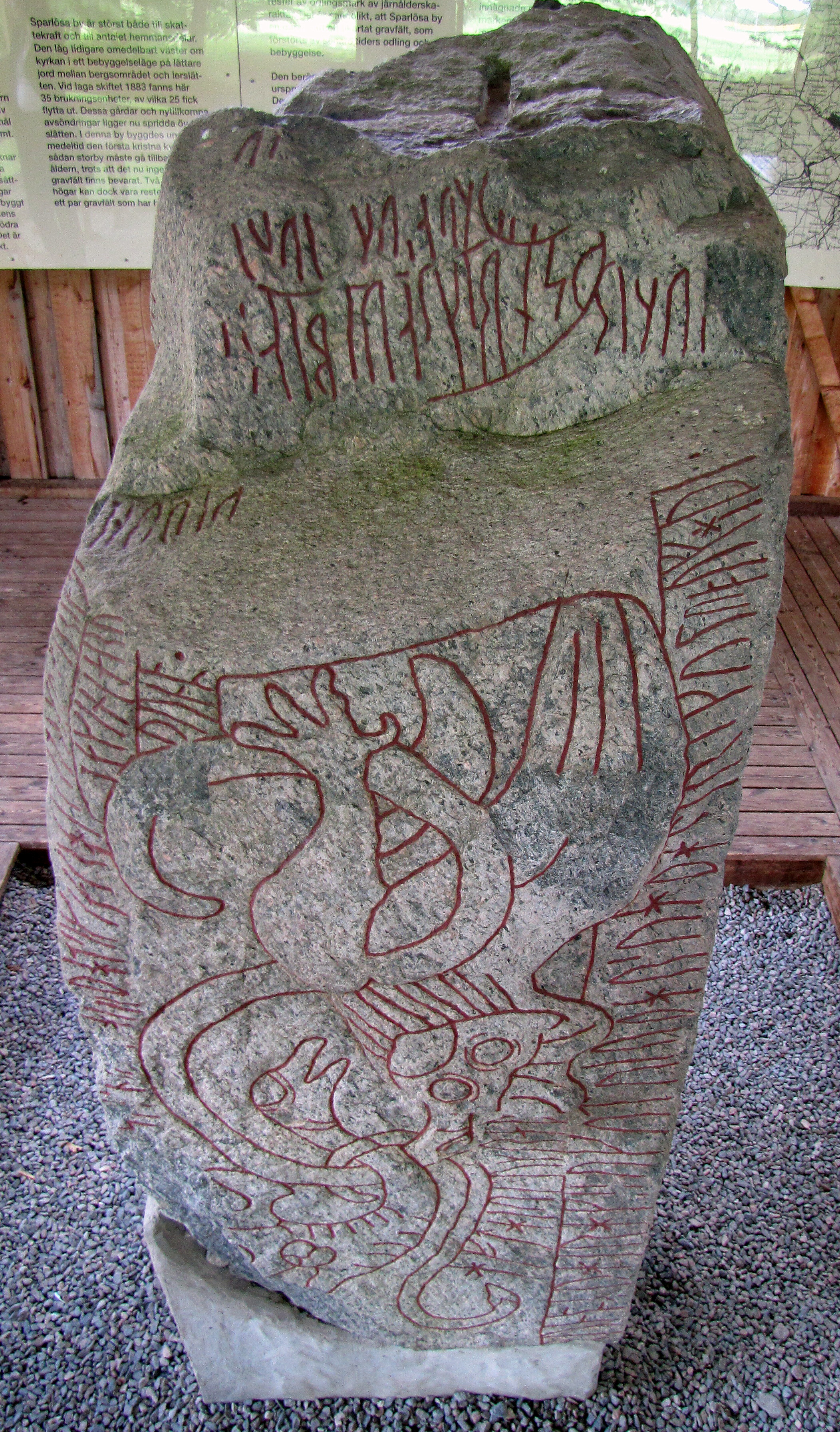
Sparlösastenen

## Fornlämningar
En hällkista från stenåldern är funnen. Från bronsåldern finns gravar. Från järnåldern finns tre gravfält. Vid kyrkan står en runsten benämnd Sparlösastenen.

## Namnet
Namnet skrevs 1395 Sparlösa och kommer från kyrkbyn. Efterleden innehåller lösa, 'glänta;äng'. Förledens tolkning är oklar.

## Kända personer från Sparlösa
Alma Haag, kvinnlig pionjär som pressfotograf